# Носовко, Геннадий Сергеевич
Геннадий Сергеевич Носовко (род. 10 марта 1975 года, село Будагово) — государственный и политический деятель. Депутат Государственной Думы шестого созыва, член фракции «Справедливая Россия», член комитета Госдумы по жилищной политике и жилищно-коммунальному хозяйству. Член комитета по обороне.

## Биография
Родился Геннадий Носовко 10 марта 1975 года в селе Будагово Тулунского района Иркутской области.
Вся семья в 1977 году приняла решение переехать в Красноярск, родители стали трудиться на крупнейшей стройке «Крастяжмаш».
Окончил среднюю школу в Красноярске в 1992 году. Позже в этом же учебном заведении работал учителем физкультуры.
В 2014 году получил высшее образование завершив обучение в Сибирском Федеральном Университете, проходил обучение по направлению специальности «экономика и финансы».
С 1993 по 1998 годы служил в рядах МЧС города Красноярска, был командиром отделения.
С 1998 и на протяжении шести лет работал в строительной сфере Красноярска.
В 2004 году была создана строительная компания ООО «МОНТАЖ-СТРОЙ», которую он учредил и возглавил. С 2004 по 2011 годы — генеральный директор ООО «МОНТАЖ-СТРОЙ».
В декабре 2011 года баллотировался в Госдуму по спискам партии «Справедливая Россия». В результате распределения мандатов был избран депутатом Государственной думы РФ VI созыва. Срок полномочий завершён 1 декабря 2016 года. Входил в состав комитета Государственной думы по жилищной политике и жилищно-коммунальному хозяйству. Был членом Комитета ГД по обороне.
Является кандидатом в мастера спорта по регби.
Женат, воспитывает четверых детей.
Хобби — рыбалка, охота и разведение голубей.

## Награды
Имеет благодарственные письма и грамоты от Правительства Красноярского края за вклад в строительную отрасль Красноярского края.